# Incarvillea beresowskii
Incarvillea beresowskii là một loài thực vật có hoa trong họ Chùm ớt. Loài này được Batalin mô tả khoa học đầu tiên năm 1895.